# 京都精華大学の人物一覧
京都精華大学の人物一覧（きょうとせいかだいがくのじんぶついちらん）は、京都精華大学に関係する人物の一覧記事。

## 著名な教員
- 芸術学部
  - 谷川渥（美学者 - 芸術学部 客員教授）
  - 李禹煥（美術家 - 芸術学部 客員教授）
  - オノデラユキ（美術家 - 芸術学部 客員教授）

- デザイン学部
  - スージー甘金（イラストレーター - デザイン学部 イラスト学科 教授）
  - 新井清一（建築家 - デザイン学部 建築学科 教授）
  - 鈴木隆之（建築家、作家 - デザイン学部 建築学科 教授）
  - 石川九楊（書家 - デザイン学部 建築学科 客員教授）
  - 浅葉克己（アートディレクター - デザイン学部 ビジュアルデザイン学科 客員教授）
  - タナカカツキ（マンガ家、映像作家 - デザイン学部 ビジュアルデザイン学科 客員教授）
  - 伊藤ガビン（編集者、ゲームデザイナー - デザイン学部 ビジュアルデザイン学科 客員教授）
  - 黒須美彦（クリエイティブディレクター - デザイン学部 ビジュアルデザイン学科 客員教授）
  - 山本容子（版画家 - デザイン学部 ビジュアルデザイン学科 客員教授）
  - 荒井良二（絵本作家 - デザイン学部 イラスト学科 客員教授）
  - ウスビ・サコ（建築学科教員）

- マンガ学部
  - ひさうちみちお（漫画家 - マンガ学部 マンガ学科 教授）
  - 竹宮惠子（漫画家 - マンガ学部 マンガ学科 教授）
  - 柴田昌弘（漫画家 - マンガ学部 マンガ学科 教授）
  - 田中圭一（漫画家 - マンガ学部 マンガ学科 教授）
  - 板橋しゅうほう（漫画家 - マンガ学部 マンガ学科 教授）
  - 吉村和真（漫画研究者 - マンガ学部 教授）
  - ジャクリーヌ・ベルント（漫画研究者 - マンガ学部 教授）
  - すがやみつる（漫画家 - マンガ学部 マンガ学科 教授）
  - さそうあきら（漫画家 - マンガ学部 マンガ学科 教授）
  - 村田蓮爾（イラストレーター - マンガ学部 マンガ学科 教授）
  - 高山瑞穂（漫画家 - マンガ学部 マンガ学科 教授）
  - おおひなたごう（漫画家 - マンガ学部 マンガ学科 准教授）
  - 都留泰作（漫画家 - マンガ学部 マンガ学科 准教授）
  - 篠原ユキオ（漫画家 - マンガ学部マンガ学科カートゥーンコース 教授）
  - 松井えり菜（現代美術家 - マンガ学部 マンガ学科 准教授）
  - みうらじゅん（漫画家、イラストレーター - マンガ学部 マンガ学科 客員教授）
  - 山田章博（漫画家、イラストレーター - マンガ学部 マンガ学科 客員教授）
  - 東村アキコ（漫画家 - マンガ学部 マンガ学科 客員教授）
  - 村上もとか（漫画家 - マンガ学部 マンガ学科 客員教授）
  - 呉智英（評論家、漫画評論家 - マンガ学部 客員教授）
  - 業田良家（漫画家 - マンガ学部 マンガ学科 客員教授）
  - 若林和弘（音響監督 - マンガ学部 アニメーション学科 教授）
  - くずおかひろし（アニメーション監督 - マンガ学部 アニメーション学科 教授）
  - 森本晃司（アニメーション監督、映像作家 - マンガ学部 アニメーション学科 客員教授）
  - こげどんぼ*（漫画家、イラストレーター - マンガ学部 マンガ学科 非常勤講師）
  - 石岡正人（映画監督 - マンガ学部 客員教授）

- ポピュラーカルチャー学部
  - 高野寛（ミュージシャン - ポピュラーカルチャー学部 音楽コース 教授）
  - 近田春夫（ミュージシャン - ポピュラーカルチャー学部 音楽コース 教員）
  - 安田昌弘（ポピュラー音楽研究者 - ポピュラーカルチャー学部 音楽コース 准教授）
  - 細野晴臣（ミュージシャン - ポピュラーカルチャー学部 客員教授）
  - 藤原ヒロシ（音楽プロデューサー、ファッションデザイナー - ポピュラーカルチャー学部 客員教授）
  - ピエール・バルー（作曲家、映画作家 - ポピュラーカルチャー学部 客員教授）
  - ツトム・ヤマシタ（ミュージシャン - ポピュラーカルチャー学部 客員教授）

- 人文学部
  - 佐々木中（哲学者、作家 - 人文学部 文学専攻 教員）
  - 白井聡（政治学者 - 人文学部 社会専攻 教員）
  - 内田樹（哲学者 - 人文学部 客員教授）
- 共通基盤科目
  - さかはらあつし（映画監督、作家、英語担当非常勤講師）
  - 筒井洋一（作家 - 人文学部 教授）

- メディア表現学部
  - 鹿野利春（教育者 - メディア表現学部 教授）

## 著名な出身者

### 漫画
- タナカカツキ（漫画家、映像作家）
- イダタツヒコ（漫画家）
- サライネス（漫画家）
- 助野嘉昭（漫画家）
- 阿部洋一（漫画家）
- 鈴木マサカズ（漫画家）
- 武村勇治（漫画家）
- 山中あきら（漫画家）
- 伊藤静（漫画家）
- 手名町紗帆（漫画家）
- えすとえむ（漫画家）
- ミウラタダヒロ（漫画家）
- 藤原ヒロ（漫画家）
- ウィスット・ポンニミット（漫画家、留学）
- ジャスミン・ギュ（漫画家）
- 榎屋克優（漫画家）
- 赤名修（漫画家）
- 山本崇一朗（漫画家）
- 中野でいち（漫画家）
- 矢田恵梨子（漫画家）
- 赤井ヒガサ（漫画家）
- 仲谷鳰（漫画家）
- 金城宗幸（漫画原作者）
- 樫木祐人（漫画家）
- 松本渚（漫画家）
- 福井セイ（漫画家）
- 河上だいしろう（漫画家）
- おおのこうすけ（漫画家）
- 常喜寝太郎（漫画家）
- 西沢5㍉（漫画家、イラストレーター、中退）

### 美術
- 塩田千春（現代美術家）
- 新川洋司（アートディレクター、コナミ『メタルギアソリッド』シリーズ、『Z.O.E』シリーズ）
- はまのゆか（イラストレーター、村上龍『13歳のハローワーク』イラストレーション）
- 石田祐康（アニメーション作家）
- 竹久正記（Music Video Director、映像作家）
- 大島直人（ゲームデザイナー・キャラクターデザイナー、セガ「ソニック・ザ・ヘッジホッグ」、『NiGHTS into Dreams...』）
- 河嶋陶一朗（ゲームデザイナー）
- 石岡正人（映画監督）
- 斎藤圭一郎（アニメーション演出家、監督）
- 堀川由梨佳（アーティスト）

### 文芸
- 前川梓（小説家）
- 七月隆文（小説家）
- おーなり由子（絵本作家）
- ミロコマチコ（絵本作家）
- 今橋愛（歌人）
- 木皿泉（脚本家）
- chori（詩人）

### 芸能
- 植木豪 （歌手、ダンサー、俳優、演出家、デザイナー）
- 中島知子（オセロ）（お笑い芸人、女優）
- 山口馬木也（俳優）
- カズ・カタヤマ（マジシャン）
- 西前忠久（声優）
- 田中光（お笑い芸人、漫画家、中退）

### 音楽
- 豊田道倫（ミュージシャン、パラダイス・ガラージ）
- 中村佳穂（ミュージシャン）

### その他
- 菅源太郎（東京都武蔵野市議会議員、NPO法人Rights代表理事）
- 松田馨（選挙プランナー、元職員）

## 著名な元教員
- 村岡三郎（彫刻家 - 芸術学部 造形学科 教授）
- 長岡国人（版画家 - 芸術学部 メディア造形学科 教授）
- 上野千鶴子（社会学者 - 人文学部 教授）
- 嘉田由紀子（滋賀県知事、環境学者 - 人文学部環境社会学科 教授）
- 柴谷篤弘（評論家、生物学者 - 人文学部 教授）
- 片桐ユズル（詩人、英語学者 - 人文学部 教授）
- 笠原芳光（宗教学者 - 人文学部 教授）
- 山本順也（編集者 - 芸術学部 マンガ学科 教授）
- 高取英（劇作家、漫画評論家 - マンガ学部 マンガプロデュース学科 教授）
- やまだ紫（漫画家、エッセイスト - マンガ学部 マンガ学科 教授）
- 林律雄（漫画原作者 - マンガ学部 マンガプロデュース学科 教授）
- 六田登（漫画家 - マンガ学部 マンガプロデュース学科 教授）
- 富野由悠季（アニメーション監督 - マンガ学部 アニメーション学科 客員教授）
- 竹熊健太郎（編集者、ライター - マンガ学部 マンガ学科 教授）
- 小川博司（アニメーション原画、作画監督 - マンガ学部 アニメーション学科 教授）
- 佐久間正英（音楽プロデューサー - ポピュラーカルチャー学部 音楽コース 教授）
- 池田浩士（ドイツ文学者 - 人文学部 客員教授）
- 酒井忠康（美術史学者 - 芸術学部 客員教授）
- 中垣慶（漫画家 - マンガ学部 マンガ学科 客員教授）